# Gambia Native Association
Die Gambia Native Association (GNAssocn) wurde 1875 von einer Gruppe von Händlern und Ladenbesitzern in der westafrikanischen britischen Kolonie Gambia gegründet, um den Widerstand der befreiten afrikanischen Gemeinschaft gegen die Abtretung Gambias an Frankreich zu koordinieren. Ihr erster Sekretär war J. D. Richards, zu den weiteren Ausschussmitgliedern zählten Harry Finden und S. J. Forster Sr. Unter einem neuen Führer, Jeremiah D. Jones, einem Ladenbesitzer und Händler aus Sierra Leone, führte die GNAssocn in den späten 1870er und frühen 1880er Jahren den lokalen Widerstand gegen die Politik von Administrator V. S. Gouldsbury an; sie begrüßte jedoch die Ernennung von Richards zum ersten afrikanischen Mitglied des Legislativrats im März 1883.
Die GNAssocn, die auch die Einrichtung eines Stadtrats und andere kommunale und rechtliche Reformen forderte, stellte Ende der 1880er Jahre ihre Arbeit ein.